# Disturbios de Dublín de 2023
Los disturbios de Dublín de 2023 son reacciones políticas y populares a un intento de apuñalamiento masivo que tuvo lugar el 23 de noviembre de 2023 en el centro norte de la ciudad de Dublín, Irlanda, a principios de año por la tarde, alrededor de las 13:30 horas. Se produjeron escenas de violencia, atribuidas a pequeños grupos nacionalistas y de extrema derecha.

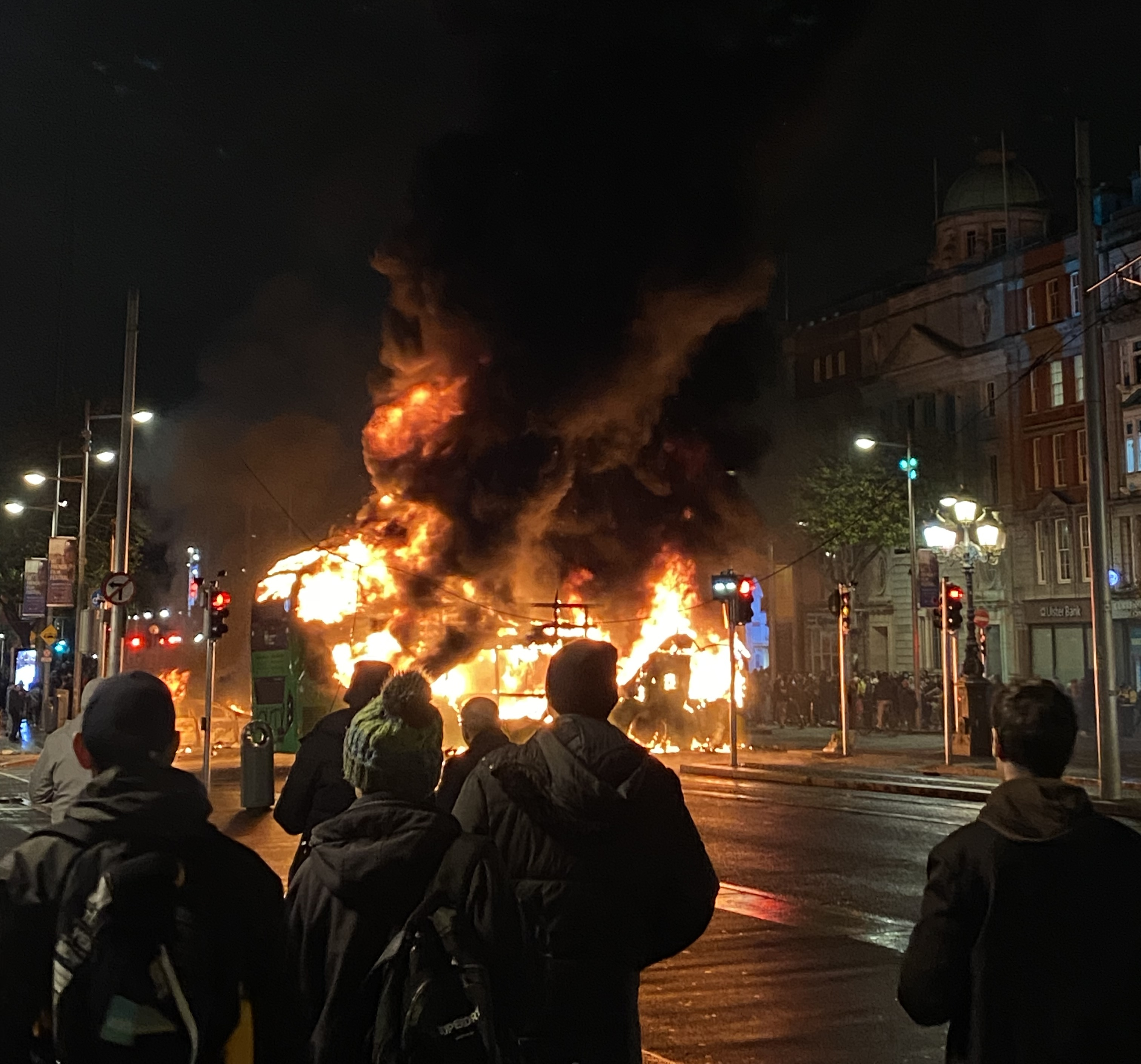
Manifestantes observan cómo un autobús de la Empresa Estatal Dublin Bus se ve envuelto en llamas.

Tras el ataque, circularon rumores en las redes sociales que afirmaban que el presunto autor era un ciudadano extranjero y que habían muerto niños. Los agitadores avivaron el sentimiento antiinmigrante y llamaron a la gente a reunirse en el lugar de los ataques y “expresar sus sentimientos”. Los disturbios comenzaron alrededor de las 6 de la tarde, cuando miembros de una multitud de 100 a 200 personas arrojaron fuegos artificiales y botellas a los agentes de policía que mantenían un perímetro alrededor de la escena del crimen.

## Acontecimientos
Los disturbios se extendieron a la adyacente calle O'Connell, la calle principal de Dublín, donde el número de alborotadores llegó a unas 500 personas. Autobuses, un tranvía y vehículos policiales resultaron dañados o incluso destruidos por vandalismo o incendios provocados, mientras que varias tiendas fueron saqueadas.  En respuesta, se desplegaron 400 policías antidisturbios, lo que marcó el mayor despliegue en la historia reciente de Irlanda. A las 22:00 horas, los alborotadores habían sido dispersados. Sesenta agentes de policía fueron atacados durante los disturbios, tres de ellos gravemente heridos. La policía arrestó a 34 personas la noche del 23 de noviembre y realizó más arrestos el 24 de noviembre, después de que un grupo más pequeño intentara causar problemas por segunda noche consecutiva. De hecho, hasta el 25 de noviembre de 2023, la policía arrestó a 48 manifestantes.
En el norte de Dublín, cuando los niños salían de la escuela, un hombre con un cuchillo atacó a los padres y a los menores que se encontraban allí. Hirió a dos adultos y tres menores, tres de ellos de gravedad. Los alrededores de la escuela detuvieron al agresor y le quitaron el cuchillo que portaba. Varios amigos que presenciaron el ataque comenzaron a golpear al atacante, pero este logró escapar entre varios amigos más.
Algunos grupos ultra antiinmigración iniciaron una protesta en los alrededores del lugar del incidente. Fue en vano que la policía dijera que el hombre era irlandés y que el ataque no tenía nada que ver con la inmigración o un ataque terrorista. La policía atribuyó los disturbios a personas y grupos de ideología de extrema derecha. Quemaron varios vehículos, incluido uno de la policía, saquearon tiendas y dañaron muebles y edificios de la ciudad.
Los disturbios aumentan las tensiones sociales y resaltan las divisiones dentro de la comunidad. La violencia dirigida a los barrios donde viven muchos inmigrantes ha aumentado las divisiones. Las autoridades atribuyen estos incidentes a la extrema derecha, lo que pone de relieve un contexto social de creciente discurso antiinmigración.